# Дуліби (Рівненський район)
Дулі́би — село в Україні, у Гощанській селищній громаді Рівненського району Рівненської області. Колишній центр Дулібської сільської ради. Населення становить 276 осіб (станом на 2001 рік). Село розташоване на півдні громади, за 3,7 кілометра від Гощі.

## Географія
Село Дуліби лежить за 3,7 км на південний схід від центру громади, фізична відстань до Києва — 247,4 км.
Селом протікає річка Ручай.

## Історія
У 1906 році село Довжанської волості Острозького повіту Волинської губернії. Відстань від повітового міста 32 верст, від волості 12. Дворів 103.
12 червня 2020 року, відповідно до розпорядження Кабінету Міністрів України № 722-р від «Про визначення адміністративних центрів та затвердження територій територіальних громад Рівненської області», увійшло до складу Гощанської селищної громади.
19 липня 2020 року, в результаті адміністративно-територіальної реформи та ліквідації Гощанського району, село увійшло до складу новоутвореного Рівненського району.

## Населення
Станом на 1989 рік у селі проживало 338 осіб, серед них — 138 чоловіків і 200 жінок.
За даними перепису населення 2001 року у селі проживала 276 осіб. Рідною мовою назвали:
| Мова       | Кількість осіб | Відсоток |
| ---------- | -------------- | -------- |
| українська | 275            | 99,64 %  |
| російська  | 1              | 0,36 %   |

## Пам'ятки
- Пам'ятник воїнам-односельчанам[d];

## Відомі люди

### Народились
- Макарчук Степан Арсентійович (1930—2014) — український історик, етнолог, джерелознавець, дослідник українського етносу, доктор історичних наук (1985), професор (1987), заслужений діяч науки і техніки України.